# Джек (Tekken)
Джек (англ. Jack; яп. ジャック Дзякку) — имя, относящееся к нескольким вымышленным персонажам в серии игр Tekken. Джек — андроид, впервые представленный в видеоигре Tekken в 1994 году. В последующих играх серии персонаж получал номерную модель в соответствии с номерной частью игры, за исключением Tekken 3, где персонаж был представлен под именем Ган Джек. Существует также прототип модели под именем Прототип Джек.

## Появление

### В видеоиграх
Различные модели Джека были первоначально созданы дзайбацу «Мисима» и корпорацией G для разных целей:
- Джек (появился в Tekken) — оригинальная модель, созданная дзайбацу «Мисима», возглавляемая Хэйхати, чтобы противостоять перевороту Кадзуи Мисимы на турнире «Король Железного кулака».
- Джек-2 (появился в Tekken 2) — обновлённая модель серии «Джек», также созданной дзайбацу «Мисима». Джек становится свидетелем убийства матери девочки по имени Джейн, после чего берёт над ней опеку до его уничтожения доктором Абелем.
- Прототип Джек (появился в Tekken и Tekken 2) — прототип, созданный для борьбы с Джеком и Джеком-2. После первого турнира «Король Железного кулака» Прототип Джек был почти полностью уничтожен Джеком. Его тело позже было реконструировано доктором Босконовичем и он продолжил сражение с Джеком-2. Прототип Джек был уничтожен Джеком-2 во втором турнире. Прототип Джек — единственная модель, которая появляется в более чем трёх играх серии — Tekken, Tekken 2, Tekken Tag Tournament и в консольной версии Tekken Tag Tournament 2.
- Ган Джек (появился в Tekken 3) — более продвинутый прототип, созданный Джейн в попытке возродить своего друга Джека-2. Ей удаётся внедрить в него воспоминания Джека-2, однако его уничтожает отряд Tekken, когда он и Джейн пытаются проникнуть в лабораторию дзайбацу «Мисима».
- Джек-4 (упоминается в Tekken 4) — модернизация Ган Джека, созданная Корпорацией G. Подобно Прототип Джеку, эта модель имеет свою индивидуальность. В отличие от других моделей серии «Джек», этот серийно выпускается, чтобы служить пехотинцами Корпорации G. Хотя они никогда не участвуют в каком-либо турнире, они отправляются корпорацию, чтобы убить Кадзую, а последующая битва в Хон-Мару приводит к гибели Хэйхати. У Джека-4 есть встроенное устройство саморазрушения. Они также появляются как враги в режиме «Кампания» в Tekken 6 и в режиме «Сага о семье Мисима» в Tekken 7.
- Джек-5 (появился в Tekken 5) — модернизация Джека-4, созданная Джейн для участия в турнире «Король Железного кулака 5».
- Джек-6 (появился в Tekken 6) — модернизация Джека-5, созданная для уничтожения дзайбацу «Мисима» на турнире «Король Железного кулака 6».
- Джек-Х (появился в Street Fighter X Tekken) и его напарник в таг-режиме Брайан Фьюри появились 31 июля 2012 года в качестве загружаемого контента[1]. В отличие от предыдущих моделей, этот Джек умеет говорить.
- Джек-7 (появился в Tekken 7) — модернизация Джека-6. Создан Джейн для проверки боеспособности при противостоянии биороботу Гигасу на турнире «Король Железного кулака 7».

Роботы серии «Джек» также появляются в Tekken Tag Tournament (Джек-2, Ган Джек и Прототип Джек) и Tekken Tag Tournament 2 (Джек-6 и Прототип Джек).
До Джека-5 все модели Джека имели общие приёмы с Кумой, Пандой и Ганрю. Начиная с Tekken 5 Джек имеет собственные приёмы, за исключением некоторых, которые имеют оригинальную анимацию. В Tekken 5 Джек является одним из самых сложных персонажей, а в Tekken 6, наоборот, одним из самых простых.

### В других медиа
Джек-2 появляется в мультсериале Tekken: The Motion Picture как главный персонаж с небольшими изменениями в его сюжетной линии в Tekken 2. По сюжету он ищет лекарство от болезни Джейн. Досье Джека-6 упоминается в анимационном фильме Tekken: Blood Vengeance.

## Отзывы
GameDaily поставил Джека на 24 место среди роботов в видеоиграх, заявив: «Хотя он не самый популярный персонаж в серии Tekken, Джек появился, чтобы стать достойным противником». Джек был включён Now Gamer в список лучших роботов в видеоиграх, где он указан вторым из 10: «Он похож на Терминатора, если бы его сыграл Дольф Лундгрен в образе Драго». В издании дали ему 7 баллов из 10. Упоминая Джека, UGO Networks заявили: «Мы любим этих роботов в видеоиграх, даже несмотря на то, что они не отвечают нам взаимностью». PopCrunch поставили Джека на девятое место в списке лучших персонажей с искусственным интеллектом в видеоиграх.
Обозреватель GamesRadar, упомянув Джека в статье «Роботы, в которых нет никакого смысла», спросил: «Ещё один Джек? Это популярное имя робота?». В статье GamesRadar о Street Fighter X Tekken заявили, что «Джек-X, похоже, является одной из новейших моделей серии, улучшенный робот иногда работает на Мисим, иногда против них, чтобы узнать что-то о себе». Complex сравнил Джека и Ёсимицу с Сетом и Циклоидом-Y из Street Fighter, предположив, что первые два выиграют в бою. В 2012 году Complex также назвал Прототип Джека 15-м в числе самых крутых роботов в видеоиграх. Gaming Target назвал Джека девятым в списке лучших персонажей Tekken. GameSpy назвал Джека одним из «25 чрезвычайно грубых разбойников» в видеоиграх, добавив: «Показывая массивные металлические руки, которые являются такими же большими, как и всё его тело, Джек просто и бесстрастно подавляет противников». PlayStation: The Official Magazine назвал Джека одним из «лучших роботов PlayStation», заявив, что «причина, по которой нам нравится Джеки, это их простота». WhatCulture назвал Джека 12-м в списке лучших роботов в видеоиграх, добавив: «Он может быть полезен для профессионалов и новичков, но в этот список попал из-за его способности летать». Другой обозреватель WhatCulture назвал Джека «4-м величайшим персонажем Tekken всех времён». В 2014 году Джек был одним из персонажей «почётного упоминания» WatchMojo в списке «Лучших 10 роботов для видеоигр».